# Jan Saenredam
Jan Petersz. Saenredam (ur. 1565 lub 1566 w Zaandam, zm. 6 kwietnia 1607 w Assendelft) – niderlandzki manierystyczny rytownik, rysownik i kartograf. 

## Życiorys
Uczeń Jacoba de Gheyna II i Hendrika Goltziusa. Był ojcem malarza wnętrz kościołów Pietera Jansz. Saenredama.

## Twórczość
Wykonywał prace o tematyce biblijnej i mitologicznej, według rysunków Goltziusa i własnych. Początkowo w jego rycinach widoczny jest wyraźny wpływ de Gryna. Później, ok. 1600 wypracował swój własnyy styl, widoczny zwłaszcza w kompozycjach postaci plenerowych, ukazujących wyrafinowane wyczucie relacji przestrzennych i dbałość o zindywidualizowane, naturalistyczne szczegóły. Umiejętnie oddawał efekty cienia i oświetlenia światłem słonecznym oraz wieczornym światłem pochodni, uzyskując miękkie, błyszczące powierzchnie, szczególnie na twarzach.

## Galeria

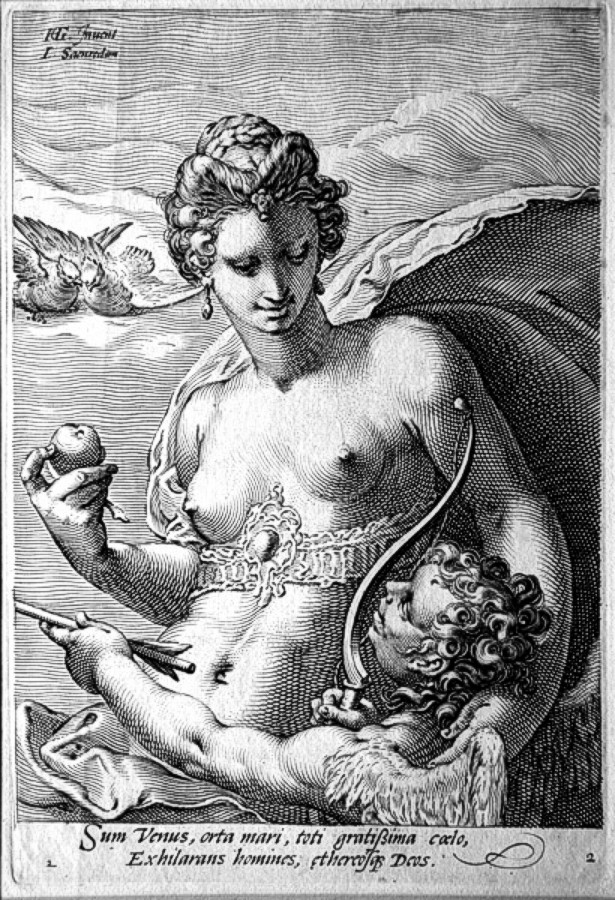
Wenus i Kupidyn, po 1579
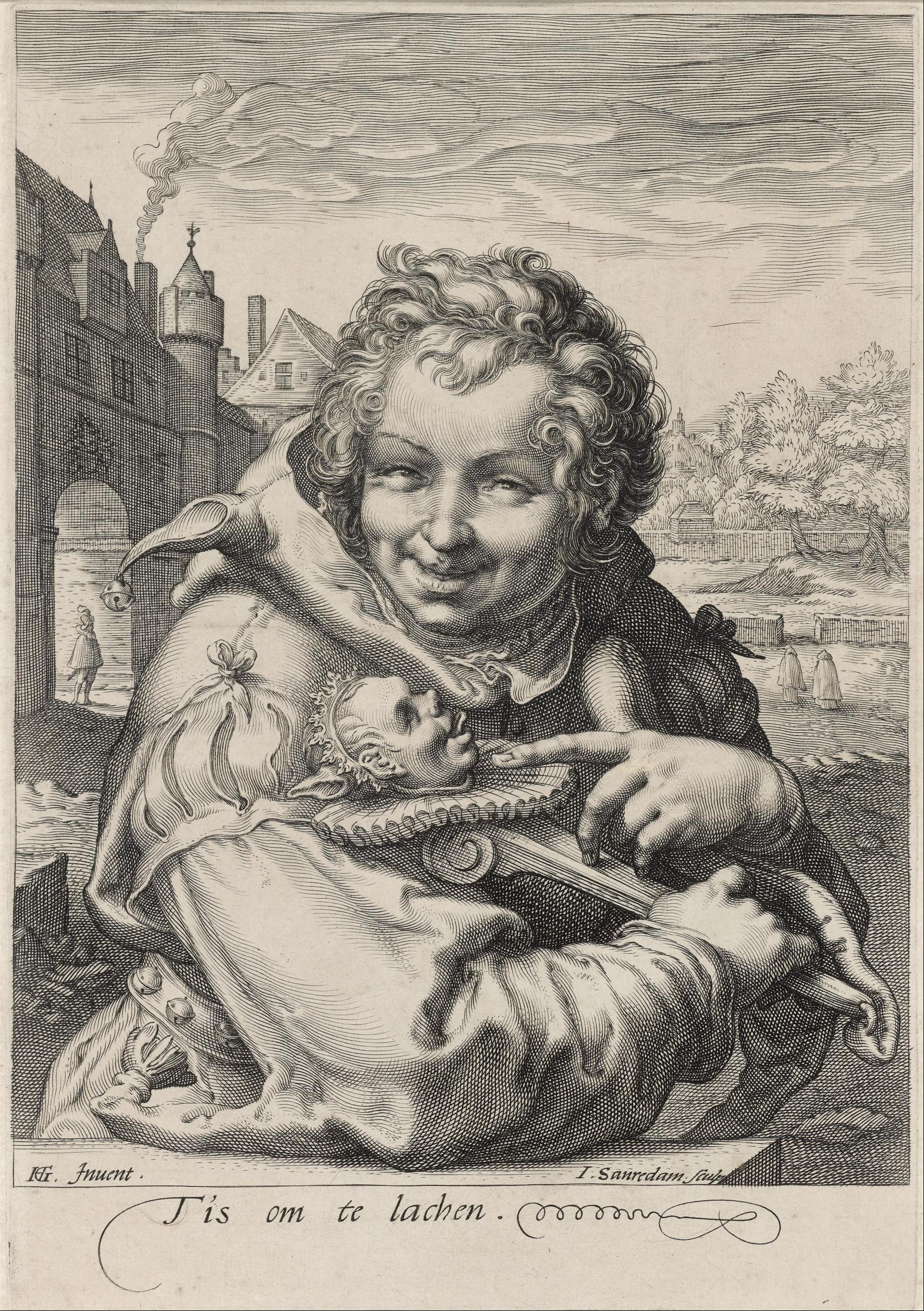
Błazen, 1590/1600
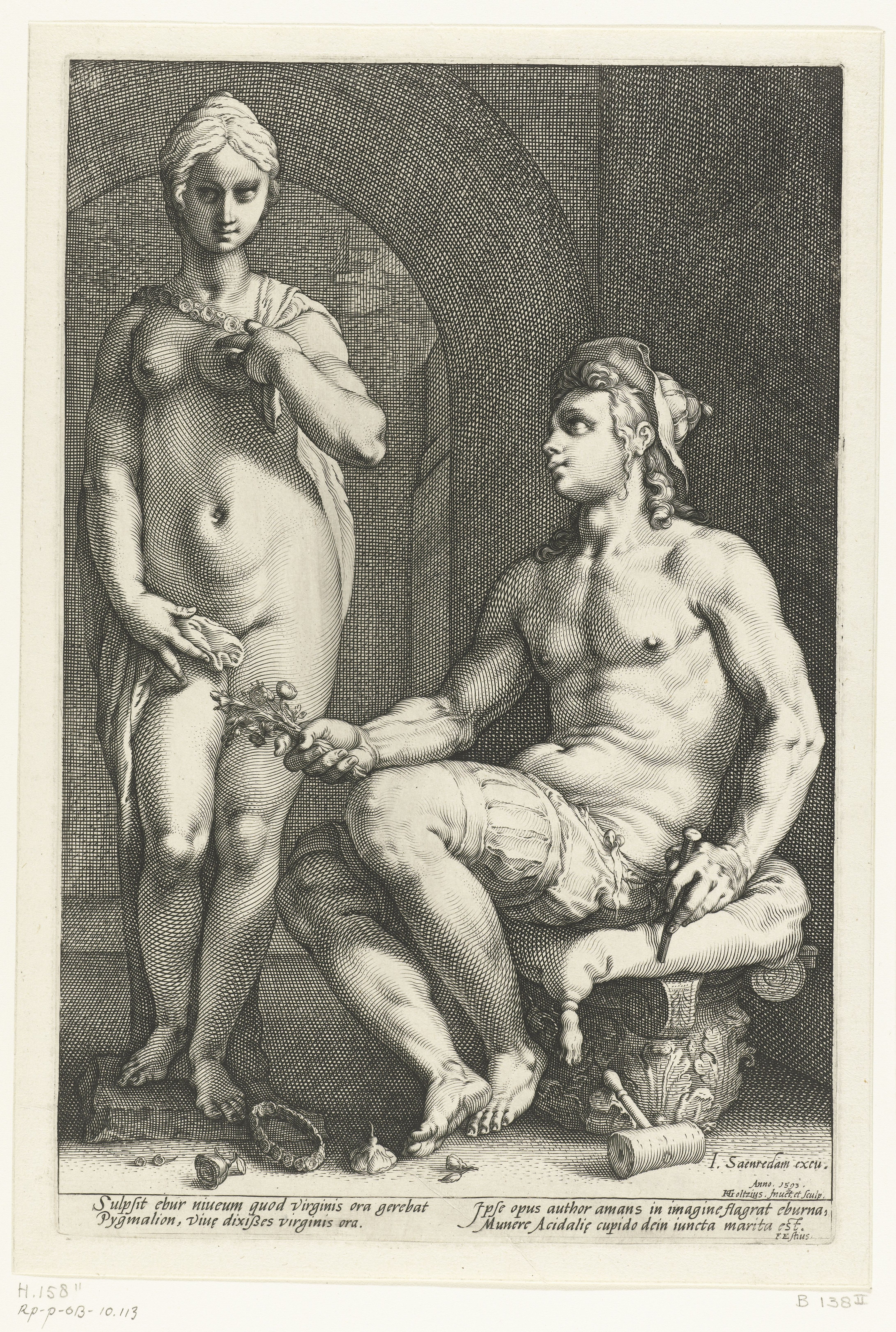
Pigmalion i Galatea, 1593
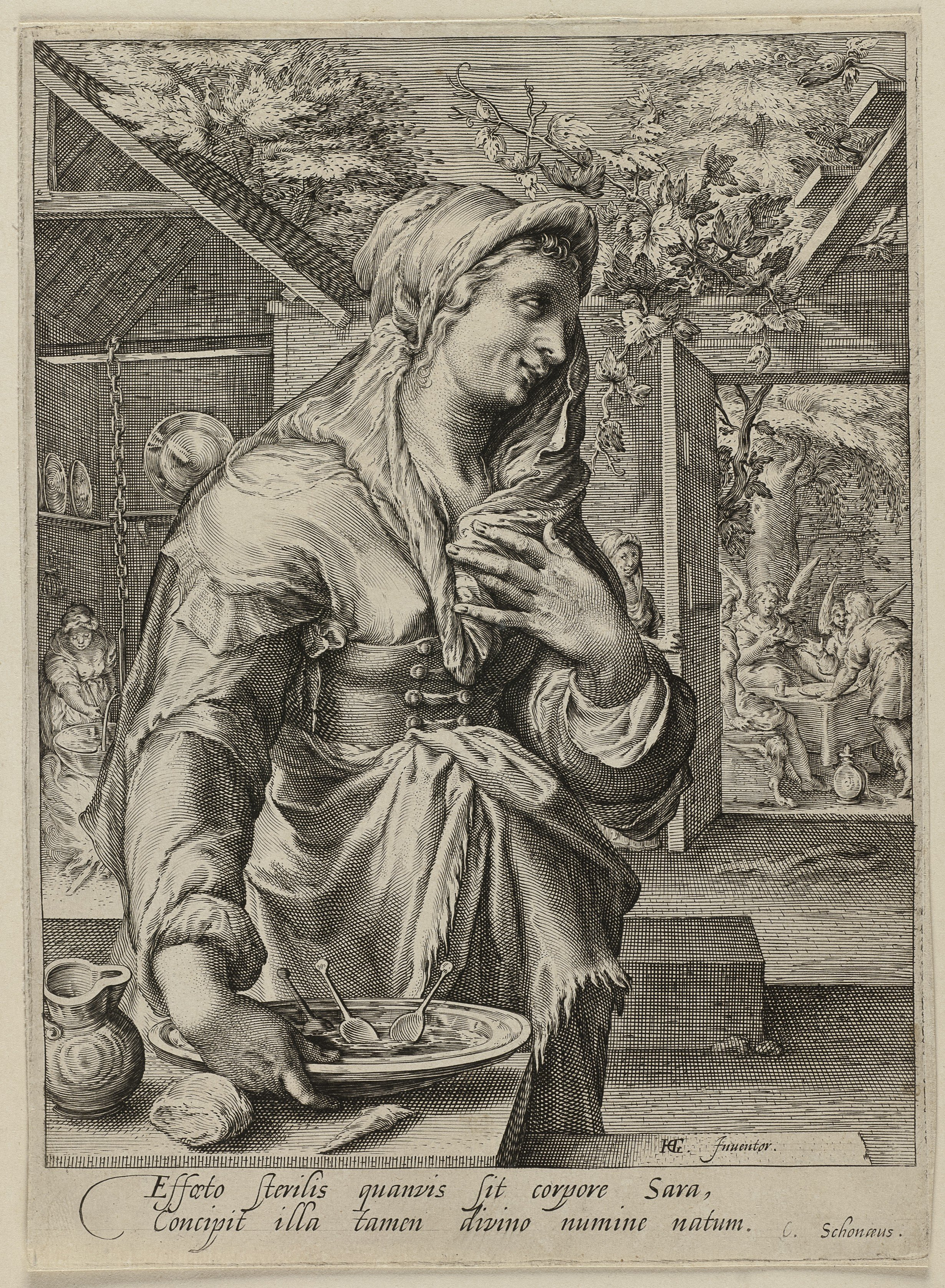
Sara, żona Abrahama, 1595–1599
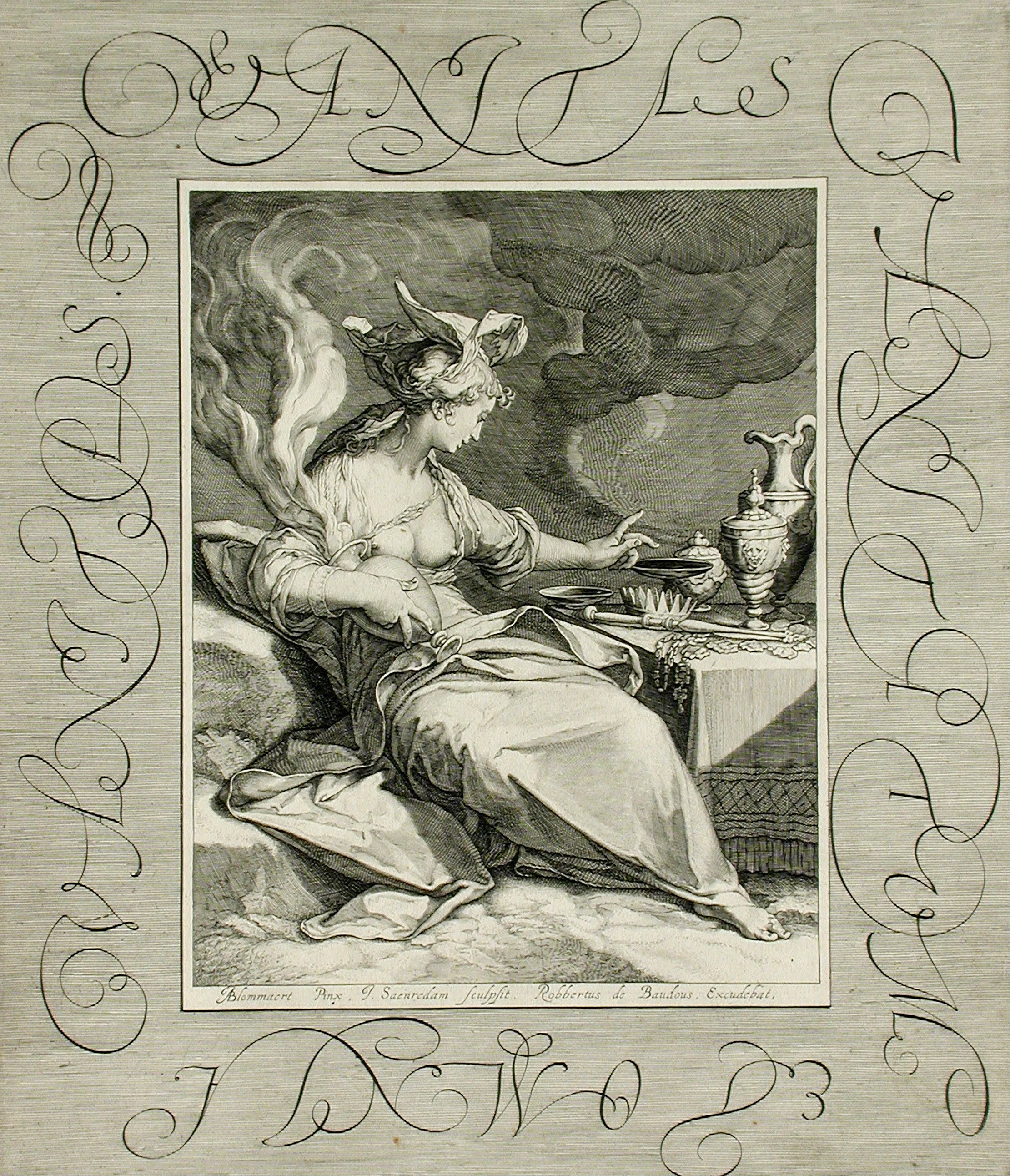
Vanitas, ok. 1600
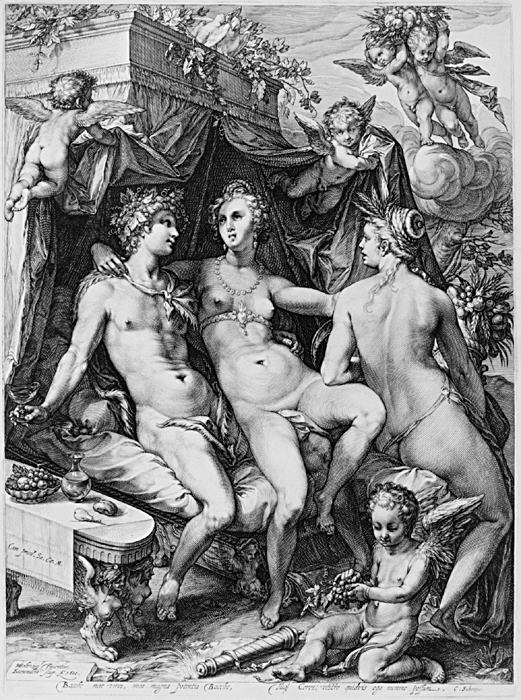
Wenus, Ceres i Bachus